# Radek Gardoň
Radek Gardoň (*19. dubna 1969) je český bývalý profesionální hokejový centr .

## Hráčská kariéra
Gardoň odehrál 600 zápasů v české extralize, hrál za hokejové kluby HC Kladno, HC Vsetín a HC Zlín.  V letech 1997 až 1999 hrál také dvě sezóny v japonské lize Japan Ice Hockey League za HC Nikko Ice Bucks .
Radek Gardoň hrál v letech 1988 a 1989 mistrovství světa juniorů v ledním hokeji za Československo.  
Gardoň se v současnosti věnuje trénování mladých hokejistů ve své hokejové škole, v rámci které pořádá pravidelné Hokejové kempy.  Základní hodnotou jeho metody tréninku v hokejových kempech je individuální přístup. Na rozdíl od klasického teamového přístupu v jiných klubech je u něj základním pilířem individuální přístup ke každému hráči. Každý z hráčů má vytvořen individuální tréninkový plán sestavený dle jeho schopností a dovedností. Na konci cyklu je vždy proveden výstupní test se zhodnocením dosaženého cíle tréninkového plánu.[zdroj⁠?!]

## Ocenění a úspěchy
- 1994 ČHL – Nejlepší nahrávač v playoff
- 1994 ČHL – Nejproduktivnější hráč v playoff
- 2003 1.ČHL – Nejlepší hráč v pobytu na ledě (+/-) v playoff
- 2003 Postup s týmem HC Vagnerplast Kladno do ČHL
- 2006 ČHL/SHL – Utkání hvězd české a slovenské extraligy

## Prvenství
- Debut v ČHL – 14. září 1993 (HC Kladno proti HC Stadion Hradec Králové)
- První asistence v ČHL – 14. září 1993 (HC Kladno proti HC Stadion Hradec Králové)
- První gól v ČHL – 17. září 1993 (HC Vajgar Jindřichův Hradec proti HC Kladno)

## Klubová statistika
| Sezóna       | Klub                    | Soutěž       |     | Základní část | Základní část | Základní část | Základní část | Základní část |   | Play off | Play off | Play off | Play off | Play off |
| Sezóna       | Klub                    | Soutěž       | Z   | G             | A             | B             | TM            | Z             | G | A        | B        | TM       |          |          |
| 1985–86      | TJ Poldi SONP Kladno 20 | ČSHL-20      | 39  | 30            | 21            | 51            | —             | —             | — | —        | —        | —        |          |          |
| 1986–87      | TJ Poldi SONP Kladno    | 1.ČSHL       | 15  | 7             | 4             | 11            | 6             | 5             | 1 | 0        | 1        | 2        |          |          |
| 1987–88      | TJ Poldi SONP Kladno    | ČSHL         | 31  | 5             | 3             | 8             | 2             | 13            | 2 | 3        | 5        | 4        |          |          |
| 1988–89      | ASD Dukla Jihlava B     | 1.ČSHL       | —   | 7             | —             | —             | —             | —             | — | —        | —        | —        |          |          |
| 1989–90      | TJ Vodní stavby Tábor   | 2.ČSHL       | 32  | 19            | 16            | 35            | —             | —             | — | —        | —        | —        |          |          |
| 1990–91      | TJ Poldi Kladno         | ČSHL         | 44  | 7             | 11            | 18            | 24            | —             | — | —        | —        | —        |          |          |
| 1991–92      | HC Kladno               | ČSHL         | 28  | 15            | 10            | 25            | 24            | 8             | 1 | 3        | 4        | 10       |          |          |
| 1992–93      | HC Kladno               | ČSHL         | 36  | 9             | 20            | 29            | 12            | 5             | 0 | 2        | 2        | 0        |          |          |
| 1993–94      | HC Kladno               | ČHL          | 37  | 21            | 25            | 46            | 18            | 11            | 4 | 12       | 16       | 6        |          |          |
| 1994–95      | EC Bad Tölz             | 2.Bun.       | 46  | 32            | 55            | 87            | 36            | —             | — | —        | —        | —        |          |          |
| 1997–98      | HC Nikko Ice Bucks      | JIHL         | 40  | 21            | 32            | 53            | 53            | —             | — | —        | —        | —        |          |          |
| 1998–99      | HC Nikko Ice Bucks      | JIHL         | 35  | 15            | 15            | 30            | 18            | —             | — | —        | —        | —        |          |          |
| 1999–00      | HC Velvana Kladno       | ČHL          | 45  | 3             | 21            | 24            | 45            | —             | — | —        | —        | —        |          |          |
| 2000–01      | HC Vagnerplast Kladno   | ČHL          | 32  | 15            | 17            | 32            | 28            | —             | — | —        | —        | —        |          |          |
| 2001–02      | HC Vagnerplast Kladno   | ČHL          | 46  | 19            | 15            | 34            | 57            | —             | — | —        | —        | —        |          |          |
| 2002–03      | HC Vsetín               | ČHL          | 10  | 3             | 8             | 11            | 8             | —             | — | —        | —        | —        |          |          |
| 2002–03      | HC Vagnerplast Kladno   | 1.ČHL        | 17  | 6             | 7             | 13            | 18            | 7             | 6 | 3        | 9        | 8        |          |          |
| 2003–04      | HC Rabat Kladno         | ČHL          | 47  | 12            | 15            | 27            | 24            | —             | — | —        | —        | —        |          |          |
| 2004–05      | HC Rabat Kladno         | ČHL          | 45  | 7             | 9             | 16            | 32            | 7             | 2 | 3        | 5        | 4        |          |          |
| 2005–06      | HC Rabat Kladno         | ČHL          | 44  | 7             | 14            | 21            | 80            | —             | — | —        | —        | —        |          |          |
| 2005–06      | HC Hamé Zlin            | ČHL          | 6   | 3             | 2             | 5             | 4             | 6             | 2 | 2        | 4        | 6        |          |          |
| 2006–07      | HC GEUS OKNA Kladno     | ČHL          | 48  | 10            | 20            | 30            | 40            | 3             | 1 | 0        | 1        | 2        |          |          |
| 2007–08      | HC GEUS OKNA Kladno     | ČHL          | 44  | 6             | 5             | 11            | 42            | 9             | 0 | 0        | 0        | 6        |          |          |
| 2008–09      | HC Řisuty               | 2.ČHL        | 30  | 16            | 27            | 43            | 79            | —             | — | —        | —        | —        |          |          |
| Česko celkem | Česko celkem            | Česko celkem | 404 | 106           | 151           | 257           | 378           | 36            | 9 | 17       | 26       | 24       |          |          |

## Reprezentace
| Rok                       | Tým                       | Soutěž                    | Z  | G | A | B  | TM |
| ------------------------- | ------------------------- | ------------------------- | -- | - | - | -- | -- |
| 1987                      | Československo 18         | MEJ                       | 7  | 3 | 3 | 6  | 10 |
| 1988                      | Československo 20         | MSJ                       | 7  | 1 | 2 | 3  | 8  |
| 1989                      | Československo 20         | MSJ                       | 7  | 2 | 2 | 4  | 0  |
| Juniorská kariéra celkově | Juniorská kariéra celkově | Juniorská kariéra celkově | 21 | 6 | 7 | 13 | 18 |